# Trachelobdella maculata
Trachelobdella maculata is een ringworm uit de familie van de Piscicolidae. De wetenschappelijke naam van de soort is voor het eerst geldig gepubliceerd in 1898 door Moore.